# جولیا لوتسی
جولیا لوتسی (ایتالیایی: Giulia Luzi؛ زادهٔ ۳ ژانویهٔ ۱۹۹۴) بازیگر، خواننده و صداپیشه اهل ایتالیا است.
او دوبلور ایتالیایی مایلی سایرس در مجموعهٔ تلویزیونی هانا مونتانا است. از سریال‌های دیگری که وی در آن نقش داشته است، می‌توان به یک پزشک در خانواده اشاره کرد.